# Service de police de Ferguson
Le Service de police de Ferguson (Ferguson Police Department, FPD) est le service de police de la ville de Ferguson (Missouri), dans l'État de Missouri, aux États-Unis. Situé au 222 S. Florissant Road, il emploie 72 personnes dont 54 officiers et 18 civils. Son dirigeant actuel est Thomas Jackson (en).

## Grades
Le FPD utilise les grades suivants :
| Titre              | Insigne |
| ------------------ | ------- |
| Chef de police     |         |
| Chef-assistant     |         |
| Lieutenant Colonel |         |
| Major              |         |
| Capitaine          |         |
| Lieutenant         |         |
| Sergent            |         |
| Détective          |         |
| Patrouilleur       |         |
| en probation       |         |